# Романовка (Тюменская область)
Романовка — упразднённая деревня в Омутинском районе Тюменской области России. Входила в состав Большекрасноярского сельского поселения. В 2014 году включена в состав деревни Томская.

## История
До 1917 года входила в состав Евсинской волости Ишимского уезда Тюменской губернии. По данным на 1926 год посёлок Романовский состоял из 107 хозяйств. В административном отношении входил в состав Томского сельсовета Ламенского района Ишимского округа Уральской области.

## Население
| 1989 | 2002 | 2010 |
| ---- | ---- | ---- |
| 32   | ↘22  | ↘6   |

По данным переписи 1926 года в посёлке проживало 535 человек (249 мужчин и 286 женщины), в том числе: русские составляли 99 % населения.
Согласно результатам переписи 2002 года, в национальной структуре населения русские составляли 86 % из 22 чел.